# Pere Nicolau

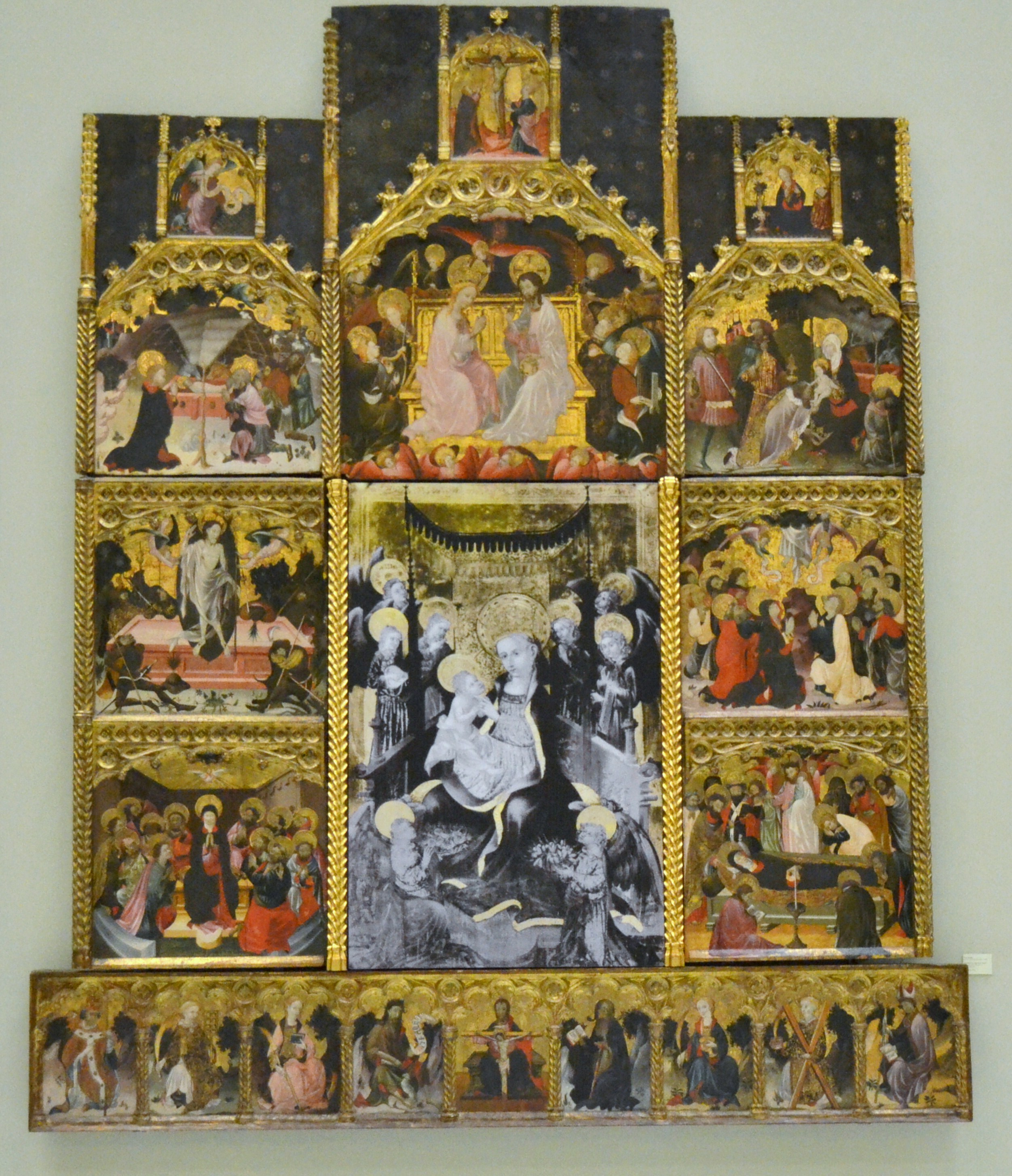
Retablo de los siete gozos de la Virgen, temple y oro sobre tabla, 377 x 309 cm. Valencia, Museo de Bellas Artes de Valencia.

Pere Nicolau, de origen catalán, fue un pintor de estilo gótico internacional documentado en Valencia de 1390 a 1408. Su obra se caracteriza por la amable expresividad de sus estilizadas figuras.
No hay datos de su formación como pintor. Por la demanda interpuesta por su sobrino Jaume Mateu, tras la muerte de Pere Nicolau sin testar en 1408, reclamándose su único heredero en Valencia, consta que habría nacido en Igualada, pero no se conoce documentación que lo relacione con aquella ciudad. Tampoco se conoce la fecha de su llegada a Valencia. Según alguna hipótesis, pudo llegar a Valencia muy joven, ya en la década de 1370, con una inicial formación en el estilo italogótico aprendido en Cataluña bajo la influencia de los Serra y Ramón Destorrents, y sería una vez establecido en Valencia cuando entrase en contacto con el gótico internacional, ya fuese en relación con Lorenzo Zaragoza, documentado en Valencia desde 1374, o más probablemente con Gherardo Starnina y Marçal de Sax, con cuyo taller colaboró, según consta documentalmente, a diferencia de la supuesta relación con Lorenzo Zaragoza, que no ha dejado huella en la documentación conservada.
Su estancia en Valencia queda atestiguada por primera vez por una carta de pago dada en junio de 1390 a Pere d'Orriols, secretario del marqués de Villena, en la que reconocía haber cobrado veinte florines por unas pinturas para el coro de la catedral. En 1395 recibió en su taller como aprendiz a Guillem Ferri, lo que indica que en esa fecha ya era maestro y contaba con taller propio. 
Noticias de estos años lo sitúan pintando para el convento de predicadores y en el altar del Consell Secret de la ciudad en la Puerta de Serranos y, ya en 1399, con Marçal de Sax, en la catedral de Valencia, para la que ambos se comprometieron a realizar los retablos de santa Águeda y de la cofradía de San Jaime. Nada de todo ello se ha conservado.
Titulado desde 1399 cives Valencie, de 1401 a 1403 trabajó en los retablos de las parroquias de Alfafar y Horta de San Juan, al tiempo que continuaba recibiendo encargos para la catedral (retablo de Santa Clara y santa Isabel), ahora ya sin la compañía de Marçal de Sax.
Para la Cartuja de Portaceli pintó junto con Marçal de Sax el primitivo retablo mayor, conforme a las disposiciones testamentarias de Juan Guerau, presbítero, fallecido en 1403, que legó sus bienes a la cartuja con la condición de que con ellos se hiciese un retablo mayor para la iglesia conventual. Desaparecido, las crónicas de la cartuja, avanzado ya el siglo XVII, cuando el retablo había sido trasladado a la iglesia de san Juan, que servía a los criados, indican que el compartimento central lo ocupaba una imagen de la Virgen dada por la condesa de Terranova, flanqueada a la derecha por dos tablas con san Juan Bautista y san Vicente Mártir, y otras dos a la izquierda con san Juan Evangelista y san Hugo de Lincoln, un calvario en el ático y las apariciones de Cristo tras su resurrección en el banco, completado este junto con las polseras en 1408.
También de 1404 es la carta de pago por el retablo de la parroquial de Sarrión en la diócesis de Teruel, el único de los retablos documentados que se ha conservado. A él siguieron el de la iglesia de San Juan Bautista de Teruel, contratado en noviembre de 1404, para el que se le daba como modelo el de la iglesia de la Santa Cruz pintado por Marçal de Sax, el de San Matías y san Pedro Mártir para Onda (Castellón), el de San Bernabé, de nuevo con destino a la Seo de Valencia, y un retablo del que no se conoce el asunto para el monasterio de San Julián.  Falleció súbitamente en Valencia el 31 de julio de 1408.

## Obras
La única obra conservada de Nicolau que ha sido posible relacionar con alguno de sus trabajos documentados es el retablo de los Siete gozos de la Virgen procedente de la iglesia parroquial de Sarrión (Teruel), del que ha llegado un documento firmado por el pintor el 30 de agosto de 1404. A partir de él se ha establecido el conjunto de obras atribuidas a Nicolau o a sus seguidores. Conservado ahora en el Museo de Bellas Artes de Valencia, en el que ingresó por compra en 1986, se ha perdido la tabla central en la que estaba representada la Virgen con el Niño y ángeles músicos, que, tras la venta del retablo, permaneció en la misma iglesia y resultó destruida en la guerra civil española.
El Museo de Bellas Artes de Bilbao conserva siete tablas y la predela (a falta aquí también de la tabla central) de un Retablo de los siete gozos de la Virgen María de procedencia desconocida, probablemente pintado hacia 1398, que pudiera haber servido de modelo para otros retablos de semejante temática pintados también por Nicolau para la Cartuja de Valldecrist y las iglesias de Alfafar y Horta de San Juan en la diócesis de Tortosa, todos ellos perdidos y conocidos solo por la documentación.
Una Virgen de la Humildad, sentada en una almohada y no en un trono, se le atribuye en el Museo del Prado.

En relación con su obra se encuentran su discípulo Gonçal Peris y Jaume Mateu, sobrino y heredero de su taller.

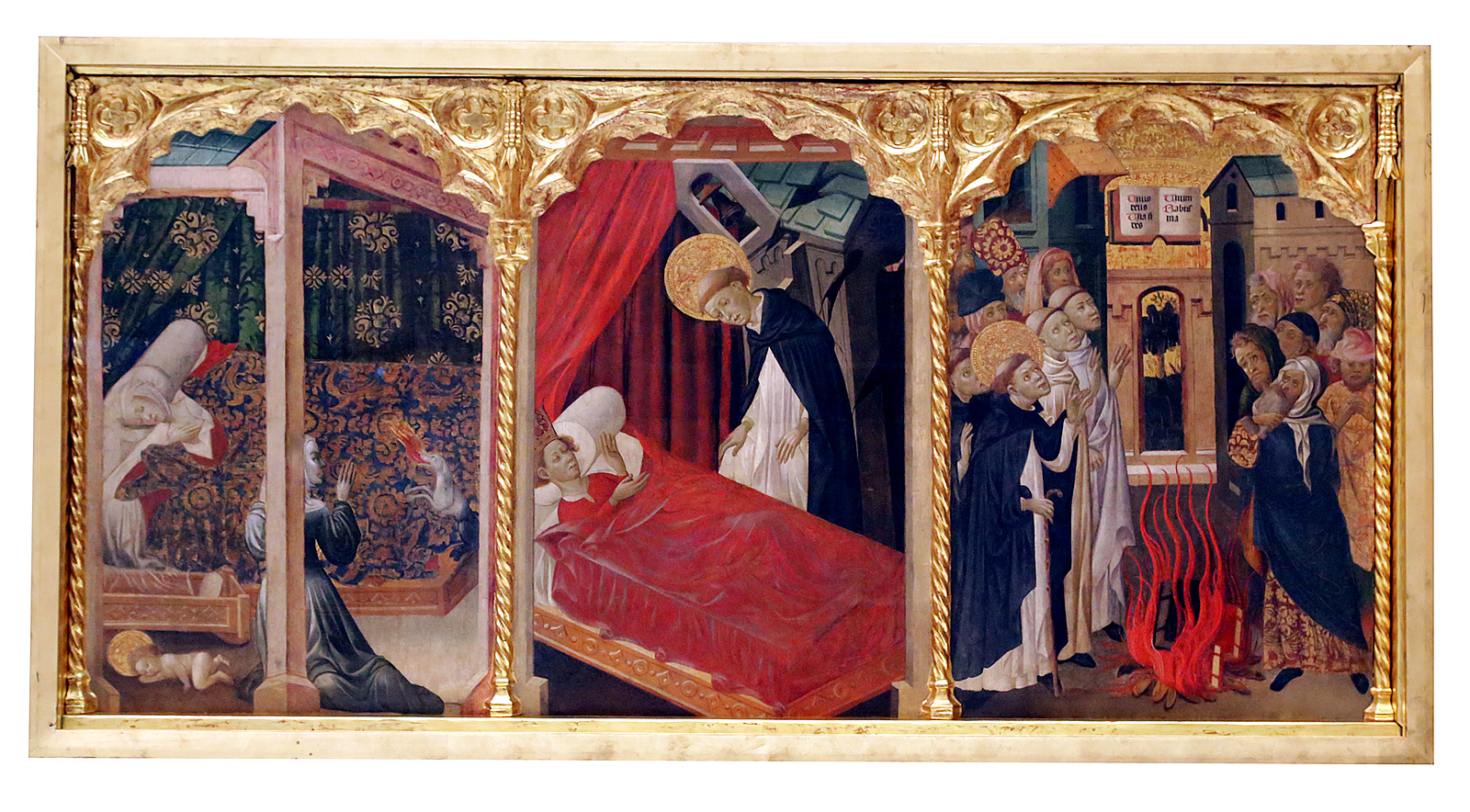
Tres escenas de la vida de santo Domingo, temple sobre tabla, 88 x 172 cm, Valencia, Museo de Bellas Artes.